# DT Swiss
Die DT Swiss Group AG mit Sitz in Biel ist ein Schweizer Hersteller von Fahrradkomponenten. Das Unternehmen zählt zu den sogenannten Hidden Champions.

## Geschichte
Das Unternehmen wurde 1994 von Marco Zingg, Frank Böckmann und Maurizio D’Alberto gegründet. Diese übernahmen im Rahmen eines Management-Buy-out von der damaligen Vereinigte Drahtwerke Biel den Bereich Speichenherstellung. Die DT Swiss Group AG dehnte mit der Zeit ihre Produktion auf weitere Radkomponenten und später auch auf weitere Fahrradbestandteile aus. Das Unternehmen beschäftigt etwa 600 Mitarbeiter weltweit; davon 180 in der Zentrale in Biel. Lediglich für das Jahr 2008 liegen öffentlich Umsatzzahlen vor: der Umsatz lag in diesem Geschäftsjahr bei 92 Millionen Schweizer Franken.
In Biel wurde 2011 ein neuer Hauptsitz für rund 200 Mitarbeiter im Büro-, Lager- und Produktionsbereich gebaut. Das alte Werk wurde abgerissen. Seit 1996 ist DT Swiss mit einem Verkaufs- und Marketingteam sowie einer eigenen Produktion in den USA in Colorado vertreten. 2005 wurde eine weitere Produktionsstätte in Taiwan eröffnet, um näher an der Region der weltgrößten Fahrradproduzenten in Südostasien und Ostasien zu sein. Als Standort mit tiefen Löhnen für die Angestellten innerhalb der EU eröffnete die Firma 2007 einen Produktionsbetrieb in Polen.
Marco Zingg agierte seit Bestehen des Unternehmens als CEO und Verwaltungsratspräsident. 2016 verkaufte er aus Altersgründen seine Anteile an seine beiden Geschäftspartner Böckmann und D’Alberto. Im Geschäftsjahr 2015 habe sich das Unternehmen trotz Eurokrise gut behauptet und den Umsatz leicht ausbauen können, gab die DT Swiss Gruppe an.
Im Jahre 2003 wurde DT Swiss der Unternehmerpreis Espace Mittelland verliehen.
Zum 1. Januar 2022 übernahm DT Swiss die Trickstuff GmbH, einen deutschen Hersteller von Bremssystemen für Fahrräder.

## Produkte
Das Unternehmen ist unter anderem auf rostfreie Velospeichen spezialisiert, wo es einer der Weltmarktführer ist. Darüber hinaus produziert DT Swiss auch etliche weitere Komponenten wie Naben, Nippel, Felgen, Klemmsysteme, Dämpfer, Federgabeln und komplette Laufradsätze.

## Produktionsstandorte
DT Swiss fertigt sowohl in Asien als auch in Europa. So werden Speichen und Naben beispielsweise noch in Biel in der Schweiz gefertigt. Im Mai 2024 gab DT Swiss bekannt, die Fertigung von Dämpfern und Dropperposts aus Taiwan nach Polen zu verlagern.
- Biel, Schweiz
- Oborniki, Polen.[6]
- Taichung, Taiwan[6]